# 薩摩川內市
薩摩川內市（日语：／ Satsumasendai shi */?）是位于日本鹿兒島縣西北部的城市，轄區包含川內平原以及位於西方40公里海面上的甑島群島。成立于2004年10月12日，由川內市、樋脇町、入來町、東鄉町、祁答院町、里村、上甑村、下甑村、鹿島村）合併而成。現為鹿兒島縣内面積最大的城市，也是北薩地區的中心都市。
由於是由「薩摩郡」轄下的四町四村與「川內市」合併，因此合併後的新名稱便命名為「薩摩川內」。
日劇《小孤島大醫生》（Dr.コトー診療所）原作漫畫，即是以常駐於轄區內下甑町手打診療所的醫師在離島30年的經驗為藍本所創作的。

## 人口
| 薩摩川內市人口分布圖 |                                                   |  |
| 薩摩川內市與日本全國年齡別人口分布比較圖 （2005年資料） | 薩摩川內市的年齡、男女別人口分布圖 （2005年資料） |  |
| ■紫色是薩摩川內市 ■綠色是全国 | ■藍色是男性 ■紅色是女性                           |  |
| 薩摩川內市人口變化 \| 1970年 \| 104,295人 \| \| \| 1975年 \| 99,151人 \| \| \| 1980年 \| 102,143人 \| \| \| 1985年 \| 108,105人 \| \| \| 1990年 \| 106,432人 \| \| \| 1995年 \| 106,737人 \| \| \| 2000年 \| 105,464人 \| \| \| 2005年 \| 102,370人 \| \| \| 2010年 \| 99,589人 \| \| \| 2015年 \| 96,076人 \| \| \| 2020年 \| 92,403人 \| \| |                                                   |  |
| 資料來源：日本總務省統計中心提供之人口普查數據 |                                                   |  |
| 1970年 | 104,295人                                         |  |
| 1975年 | 99,151人                                          |  |
| 1980年 | 102,143人                                         |  |
| 1985年 | 108,105人                                         |  |
| 1990年 | 106,432人                                         |  |
| 1995年 | 106,737人                                         |  |
| 2000年 | 105,464人                                         |  |
| 2005年 | 102,370人                                         |  |
| 2010年 | 99,589人                                          |  |
| 2015年 | 96,076人                                          |  |
| 2020年 | 92,403人                                          |  |

## 歷史

### 年表
- 1889年4月1日：實施町村制，現在的轄區分別屬於薩摩郡隈之城村、高江村、永利村、平佐村、上東鄉村、下東鄉村、樋脇村、入來村、高城郡高城村、東水引村、西水引村、南伊佐郡大村、黑木村、藺牟田村、甑島郡上甑村、里村、下甑村。
- 1896年3月29日：高城郡、南伊佐郡、甑島郡被併入薩摩郡。
- 1929年5月20日：隈之城村、平佐村和東水引村合併為川內町。
- 1933年7月1日：西水引村改名為水引村。
- 1940年2月11日：川內町改制為川內市。
- 1940年11月10日：樋脇村改制為樋脇町。
- 1948年10月1日：入來村改制為入來町。
- 1949年2月1日：中津川村（現已合併為薩摩町）從大村分村。
- 1949年4月1日：鹿島村從下甑村分村。
- 1951年4月1日：水引村被併入川內市。
- 1952年12月1日：上東鄉村改制並改名為東鄉町。
- 1955年4月1日：大村、黑木村和藺牟田村合併為祁答院町。
- 1956年9月30日：永利村和高江村被併入川內市。
- 1957年4月1日：下東鄉村被廢除，轄區分別被併入川內市、高城村和東鄉町。
- 1960年1月1日：高城村改制為高城町。
- 1965年4月15日：高城町被併入川內市。
- 2004年10月12日：川內市、樋脇町、入來町、東鄉町、祁答院町、里村、上甑村、下甑村、鹿島村合併為薩摩川內市。[3]

## 交通

### 鐵路
- 九州旅客鐵道
  - 九州新幹線：川內車站
  - 鹿兒島本線：川內車站 - 隈之城車站 - 木場茶屋車站
- 肥薩橙鐵道
  - 肥薩橙鐵道線：川內車站 - 上川內車站 - 草道車站 - 薩摩高城車站 - 西方車站

|  |  |  |
|  |  |  |

### 道路
高速道路
- 南九州西回自動車道：西方交流道 - 川內交流道 - 高江交流道 - 薩摩川內都交流道

## 觀光資源
- 甑島群島

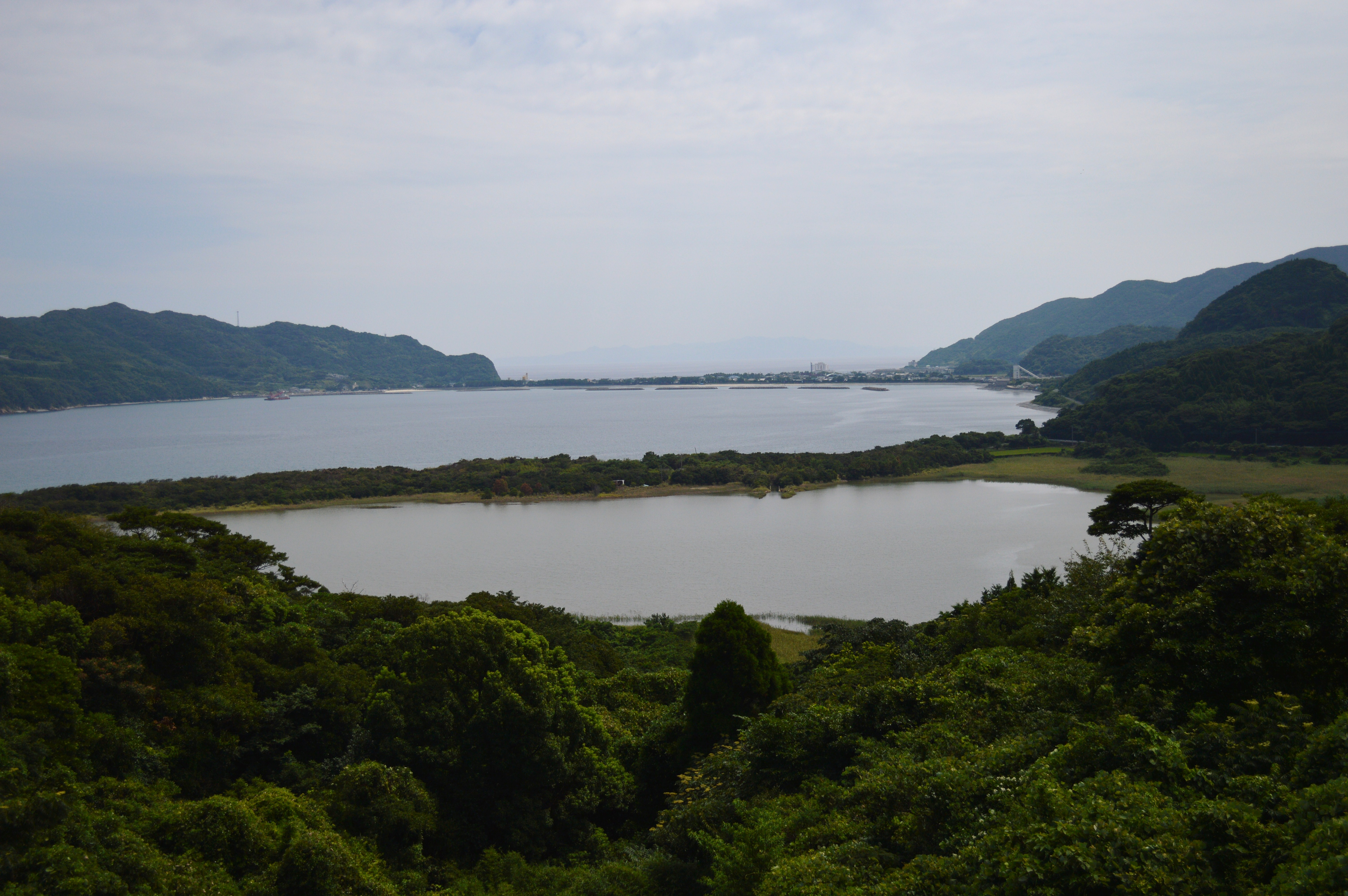
上甑島的須口池，沙嘴後方的海灣對岸為里町里地區

- 藺牟田池（日语：藺牟田池）：已列入國際重要濕地名錄
- 川內高城溫泉
- 市比野溫泉
- 藺牟田溫泉
- 入來麓
- 藤川天神
- 新田神社
- 寺山公園

## 教育

### 大學
- 鹿兒島純心女子大學

### 高等學校
公立
- 鹿兒島縣立川內高等學校
- 鹿兒島縣立川內商工高等學校
- 鹿兒島縣立樋脇高等學校（預定於2009年3月廢校）
- 鹿兒島縣立入來商業高等學校（預定於2009年3月廢校）
- 鹿兒島縣立川薩清修館高等學校

私立
- 黎明高等學校、中學校
- 川內純心女子高等學校（預定於2009年3月廢校）

## 姊妹、友好都市

### 海外
- 常熟市（中华人民共和国 江蘇省 苏州市）
  - 1991年7月26日：川內市與常熟市締結友好都市。[4]
  - 2005年4月15日：薩摩川內市與常熟市再次締結友好都市。
- 马陆镇（中华人民共和国 上海市 嘉定区）
  - 1995年8月20日：入來町與上海市嘉定區戬浜镇締結友好交流協議。[5]
  - 2001年7月：戬浜镇被併入马陆镇。[6]
  - 2002年8月19日：入來町與马陆镇再締結友好交流協議。
  - 2005年4月14日：薩摩川內市與马陆镇在締結友好交流協議。

## 本地出身之名人
- 岩谷松平：天狗煙草創辦者
- 古川洽次：株式會社郵儲銀行第一任社長
- 小西真奈美：女演員
- 山田孝之：俳優
- 木佐貫洋：職業棒球選手
- 前園真聖：前職業足球選手
- 原信生：前職業足球選手
- 德重隆明：職業足球選手
- 田之上信也：職業足球選手
- 庭野真琴人：漫畫家
- 兒玉泰介：女子馬拉松教練

## 外部連結
- （日語） 川薩地區法定合併協議會 （页面存档备份，存于）
- （日語） 甑島觀光協會 （页面存档备份，存于）
- （日語） 薩摩川內市　川內歷史資料館 （页面存档备份，存于）
- OpenStreetMap上有關薩摩川內市的地理